# Rio Keriniutu
Rio Keriniutu är ett vattendrag i Brasilien. Det ligger i den norra delen av landet, 2 100 km norr om huvudstaden Brasília.
I omgivningarna runt Rio Keriniutu växer i huvudsak städsegrön lövskog. Trakten runt Rio Keriniutu är nära nog obefolkad, med mindre än två invånare per kvadratkilometer.